# جيوفيزياء قريبة من السطح
الجيوفيزياء القريبة من السطح هي استخدام الطرق الجيوفيزيائية لفحص الميزات صغيرة النطاق تحت الأسطح الضحلة (عشرات الأمتار). وهي ترتبط ارتباطا وثيقًا بـالجيوفيزياء التطبيقية أو جيوفيزياء التنقيب. وتشمل الطرق المستخدمة الانكسار الزلزالي والانكسار، الجاذبية، والطرق المغناطيسية، والكهربائية، والكهرومغناطيسية. وقد تم تطوير العديد من هذه الطرق من أجل النفط والتنقيب عن المعادن ولكنها الآن تُستخدم في مجموعة متنوعة من التطبيقات، تشمل علم الآثار، والعلوم البيئية، وعلم الطب الشرعي، والمخابرات العسكرية، وفحص خصائص التربة، والبحث عن الكنوز، والهيدروجيولوجيا. بالإضافة إلى التطبيقات العملية، تشمل الجيوفيزياء القريبة من السطح دراسة الدورات البيولوجية الكيميائية.

## نظرة عامة
في دراسات الأرض الصلبة، تكون السمة الرئيسية التي تميز الجيوفيزياء عن الجيولوجيا أنها تنطوي على الاستشعار عن بُعد. وتستخدم الظواهر الفيزيائية المختلفة لفحص ما تحت سطح الأرض حيث لا يستطيع العلماء معرفة ما بداخل الصخور مباشرةً. مشاريع الجيوفيزياء التطبيقية عادةً ما تتوفر بها العناصر التالية: حيازة البيانات، واختزال البيانات، ومعالجة البيانات، والنمذجة، والتفسير الجيولوجي.

### حيازة البيانات
المسح الجيوفيزيائي هو مجموعة من القياسات التي تُجرى بواسطة الأدوات الجيوفيزيائية. وفي كثير من الأحيان تتواجد مجموعة القياسات على طول الخط، أو تكون اعتراضية. الكثير من الدراسات الاستقصائية لديها مجموعة عوارض متوازية وأخرى متعامدة بالنسبة لها للحصول على تغطية مكانية جيدة. وتشمل التقنيات المستخدمة في المسح الجيوفيزيائي:
- الأساليب السيزمية، مثل المسح السيزمي، والانعكاس السيزمي، والتصوير المقطعي السيزمي.
- طريقة الرصد الاهتزازي الكهربائية
- المساحة التطبيقية، وتقنيات الجاذبية، بما في ذلك قياس الجاذبية، وغريديوميتي الجاذبية.
- التقنيات المغناطيسية، بما في ذلك المسح المغناطيسي الجوي ومقياس المغناطيسية.
- التقنيات الكهربائية، بما في ذلك التصوير المقطعي للمقاومة الكهربائية، الاستقطاب المستحث والإمكانية التلقائية.
- أساليب التآثر الكهرومغناطيسي، مثل الأساليب الكهرومغناطيسية الجيوفيزيائية، ورادار قياس الأرض، والكهرومغناطيسية العابرة/ذات المجال الوقتي.
- التنقيب الجيوفيزيائي، تسمى أيضًا رصد الآبار.
- تقنيات الاستشعار عن بعد، بما في ذلك التصوير الطيفي.

### اختزال البيانات
ينبغي دائمًا تحويل البيانات الأولية المستنبطة من المسح الجيوفيزيائي إلى شكل أكثر فائدة. وقد ينطوي هذا على تصحيح البيانات للوقوف على الاختلافات غير المرغوب فيها، على سبيل المثال، يمكن تصحيح مسح الجاذبية لرسم تضاريس السطح. ويمكن تحويل مرات السفر السيزمية إلى أعماق. وغالبًا ما يتم الكشف عن هدف المسح كوضع شاذ، وهي المنطقة التي لديها قيم بيانات أعلى أو أسفل المنطقة المحيطة.

### معالجة البيانات
قد لا توفر البيانات المختزلة صورة جيدة بما فيه الكفاية بسبب ضجيج الخلفية. ويمكن تحسين نسبة الإشارة إلى الضجيج عن طريق قياسات متكررة لنفس الكمية يليها نوع من أساليب تحسين المعدلات مثل التراص أو معالجة الإشارة.

### وضع النماذج
إذا تم الحصول على صورة جيدة للمكان المادي الذي تم قياسه مباشرة، فلا بد من تحويلها إلى نموذج للمكان الذي يتم فحصه. على سبيل المثال، يتم استخدام قياسات الجاذبية للحصول على نموذج لملف تعريف الكثافة تحت السطح. ويسمى هذا المشكلة العكسية. عند الحصول على نموذج للكثافة، يمكن توقع قياسات الجاذبية على السطح، ولكن قياسات الجاذبية في المشكلة العكسية معروفة ويجب استنتاج الكثافة منها. هذه المشكلة لها أوجه عدم تيقن بسبب الضجيج والتغطية المحدودة للسطح، ولكن حتى مع التغطية المثالية من الممكن أن تتناسب نماذج الصورة الداخلية العديدة الممكنة مع البيانات. وبالتالي، لا بد من وضع افتراضات إضافية لتقييد هذا النموذج.
استنادًا إلي تغطية البيانات، قد يكون النموذج مجرد نموذج للصورة ثنائية الأبعاد. أو قد يتم تفسير مجموعة من المقاطع العرضية المتوازية باستخدام نموذج ببعد 2½، الذي يفترض مد الميزات ذات الصلة. وللميزات الأكثر تعقيدًا، يمكن الحصول على نموذج ثلاثي الأبعاد باستخدام الرسم السطحي.

### التفسير الجيولوجي
الخطوة الأخيرة في المشروع هي التفسير الجيولوجي. وقد يكون شذوذ الجاذبية الإيجابية استرسابًا بركانيًا، أو شذوذًا سلبيًا، أو قبابًا ملحية، أو فراغًا. ويمكن أن تحتوي المنطقة ذات التوصيل الكهربائي العالي على الماء أو الغالينا. وللحصول على تفسير جيد، ينبغي الجمع بين نموذج الجيوفيزيائية والمعرفة الجيولوجية للمنطقة.

## علم الزلازل

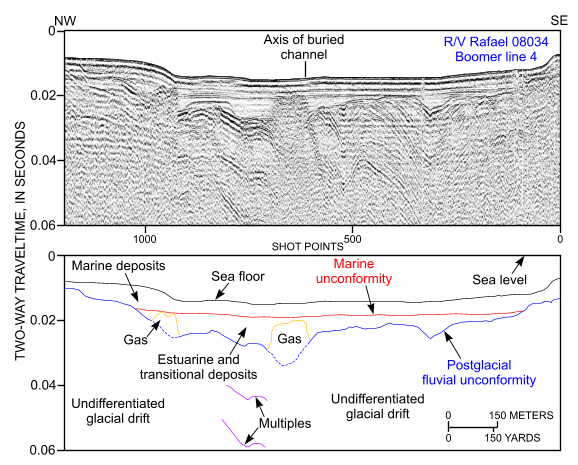
الرقم العلوي: تظهر الصورة الجانبية السيزمية الشدة مقابل وقت التنقل ذهابًا وإيابًا. الرقم السفلي: تفسير للنتائج.

علم الزلازل يستفيد من قدرة الاهتزازات للسفر من خلال الصخور مثل الموجات الزلزالية. هذه الموجات تأتي في نوعين: موجات ضغط (P-wave) وموجات قص (S-wave). تسافر موجات الضغط أسرع من موجات القص، وكلاهما له مسارات تنحني بسبب تغير السرعات بفعل العمق. ويستفيد المسح السيزمي من هذه المسارات المنحنية. وبالإضافة إلى ذلك، إذا كانت هناك ثغرات بين طبقات الصخور أو في الرواسب، فإن الموجات الزلزالية تنعكس. ويحدد المسح السيزمي حدود هذه الطبقة بواسطة الانعكاسات.

### المسح السيزمي
يُستخدم المسح السيزمي لتصوير طبقات الأرض شبه الأفقية. ويشبه هذا الأسلوب إلى حد كبير صدى الصوت. ويمكن استخدامه لتحديد الطي والتصدع، والبحث عن حقول النفط والغاز. على المستوى الإقليمي، يمكن الجمع بين الصور الجانبية للحصول على طبقات متسلسلة، مما يجعل من الممكن معرفة عمر الطبقات الرسوبية وتحديد ارتفاع منسوب البحار.
يمكن استخدام المسح السيزمي ليس فقط لتحديد الطبقات داخل الصخور من خلال مسارات الموجات السيزمية، ولكن أيضًا، للاستدلال على سرعات الموجة في كل طبقة، وبالتالي توفير بعض المعلومات عن المواد الموجودة في كل طبقة.

## المسح المغناطيسي
يمكن أن يتم المسح المغناطيسي على نطاق الكواكب (على سبيل المثال، مسح المريخ بواسطة ماسح المريخ العالمي) أو على نطاق متري. في السطح القريب، يتم استخدام المسح المغناطيسي لتحديد الحدود الجيولوجية والتصدعات، والعثور على بعض الخامات، وتحديد مكان دفن الأنابيب والمناجم القديمة، والكشف عن بعض أنواع الألغام الأرضية. كما يُستخدم أيضًا في البحث عن القطع الأثرية البشرية. وتُستخدم المقاييس المغناطيسية للبحث عن الحالات الشاذة التي تنتجها الأهداف ذات الكثير من المواد الصلبة مغناطيسيًا مثل الفريتات.

## مسح الجاذبية الصغرى
يمكن استخدام قياسات الجاذبية عالية الدقة للكشف عن الحالات الشاذة في الكثافة القريبة من السطح، مثل تلك التي ترتبط بالفجوات الصخرية والمناجم القديمة.

## التطبيقات

### علم الآثار
يمكن استخدام الطرق الجيوفيزيائية للبحث عن المواقع الأثرية أو تحديدها عن بعد، وتجنب الحفر الذي لا حاجة له. كما يمكن استخدامها لمعرفة تاريخ القطع الأثرية.
في الدراسات الاستقصائية للمواقع الأثرية المحتملة، يمكن الكشف عن فجوات في الأرض (مثل الحفر، والخنادق، والشقوف)، حتى بعد امتلائها، بواسطة المقاومة الكهربائية والأساليب المغناطيسية. كما يمكن الكشف عن أعمال الحفر باستخدام رادار قياس الأرض. وقد يكون للأساسات والجدران أيضًا بصمة مغناطيسية أو كهربائية. الأفران والمواقد والقمائن يمكن أن يكون بها شذوذ مغناطيسي قوي لوجود مغنطة حرارية تم تسخينها في المعادن المغناطيسية.
تم استخدام الطرق الجيوفيزيائية على نطاق واسع في العمل الذي أجري مؤخرًا على بقايا الإسكندرية القديمة المغمور وكذلك ثلاث مدن مغمورة قريبة (هيراكليون، وكانوب، ومونوثيس). وقد كشفت الأساليب التي شملت المسح الجانبي بالسونار، والمسح المغناطيسي، والصور الجانبية السيزمية قصة المواقع السيئة والفشل في حماية المباني من المخاطر الجيولوجية. وبالإضافة إلى ذلك، ساعدت على تحديد الهياكل التي قد فقدت مثل الفنار العظيم وقصر كليوباترا، على الرغم من أن هذه المزاعم مُختَلف عليها.